# Epicnapteroides
Epicnapteroides is een geslacht van vlinders van de familie spinners (Lasiocampidae).

## Soorten
- E. fuliginosa Pinhey, 1973
- E. lobata Strand, 1912
- E. marmorata Pinhey, 1973